# Jakob Esmann
Jakob Gam Esmann (født 10. juni 1993 i Kolding) er en dansk skribent, debattør, cand.mag. i retorik og tidligere ungdomspolitiker, som har repræsenteret Socialdemokratiet. Han er tidligere præsident for Ungdommens Nordiske Råd.

## Liv og karriere
Jakob Esmann blev aktiv i Danmarks Socialdemokratiske Ungdom(DSU) i 2006. Han blev student fra Kolding Gymnasium i 2012. Han blev samme år medlem af forretningsudvalget i DSU, da han blev valgt på DSU's 39. kongres. Han blev genvalgt på DSU's 40. kongres i 2014, men genopstillede ikke på kongressen i 2016. Esmann var medlem af redaktionen for den Netavisen Pio  fra august 2014 til august 2015 og igen fra december 2017 til november 2018, men var før og efter sin første ansættelse aktiv som frivillig skribent på netavisen. I juni 2017 blev han bachelor i retorik ved Københavns Universitet, og i januar 2020 blev han cand.mag. i retorik samme sted.
I efteråret 2013 blev Jakob Esmann valgt som præsident for Ungdommens Nordiske Råd med 53 stemmer mod sin svenske, liberale modkandidats 52 stemmer. I perioden 2012-2013 var han menigt medlem af UNR's præsidium, valgt for den socialdemokratiske gruppe. Jakob Esmann valgte ikke at genopstille på UNR's session i 2014.

## Reference
1. ↑  Politiken profil, Jakob Esmann Arkiveret 5. marts 2016 hos  Wayback Machine, Politiken, set 4. februar 2015
2. ↑  10 skarpe til Jakob Esmann, 21. august 2013, Kolding Ugeavis
3. ↑  Twitter-profil, Jakob Esmanns twitter profil set den 24. april 2015
4. ↑  Netavisen Piopio, avisens forside. Avisen redaktionen står i bunden af forsiden, set den 24. april 2015